# Prozessionsaltar (Stralsbach, Von-Henneberg-Straße 15)

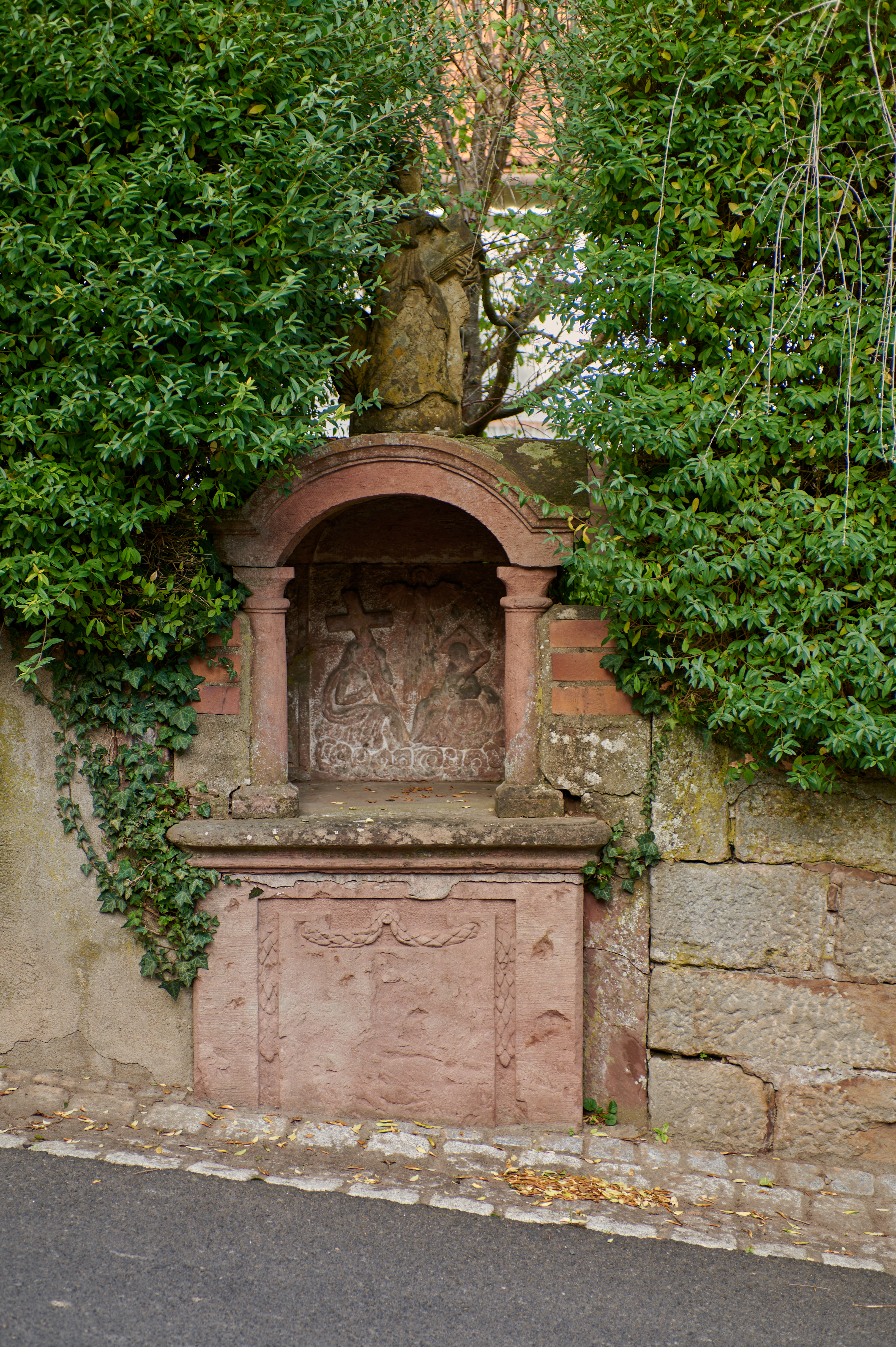
Kreuzdachbildstock, An der Höll in Burkardroth.

Der Prozessionsaltar mit der Adresse Von-Henneberg-Straße 15 befindet sich in Stralsbach, einem Ortsteil des bayerischen Marktes Burkardroth im unterfränkischen Landkreises Bad Kissingen.
Er gehört zu den Baudenkmälern in Burkardroth und ist unter der Nummer D-6-72-117-91 in der Bayerischen Denkmalliste registriert.

## Beschreibung
Der Prozessionsaltar entstand um das Jahr 1825 und besteht aus Sandstein. Er wurde wohl beim Straßenbau in die Straßensicherungsmauer beim Gasthof „Weißes Rössel“ eingemauert. In den 1990er Jahren gab es den Plan, den Altar zu renovieren und frei aufzustellen.
Der mit der Bekrönungsfigur 265 cm hohe Altar ist aus sieben Teilen zusammengesetzt: Sockel, Baldachinhäuschen mit Säulchen, Dach, Tafelbild, Aufsatzfigur, Sockel massiv mit Abschlussplatte oben, Bodenplatte versenkt.
Der Sockel ist 87 cm hoch und hat eine Basisbreite von 89 cm. Die Abschlussplatte mit vorkragenden Wülsten ist 23 cm hoch und 110 cm breit. Daraf befindet sich ein Baldachinhäuschen mit Segmetbogendach, welches vorne von zwei kleinen Säulen, die jeweils 65 cm hoch sind, und hinten von der Rückwand getragen wird. Das Segmentbogendach hat am Bogenhöhepunkt eine Höhe von 98 cm. Das Häuschen ist 78 cm breit, 72 cm tief und innen 72 cm tief. Die Säulchen haben an der Plattenbasis die Maße 7 cm × 12 cm × 12 cm und etwa 49 cm hoch. Das Säulchenkapitell ist 9 cm hoch und besteht aus Kapitellwulst (1,5 cm Höhe), Kelchkapitell (6,5 cm Höhe) und Platte (2 cm Höhe). Darauf befindet sich das Gebälk des etwa 15 m hohen Bogendaches mit profiliert vorkragendem Abschluss oben.
Die 15 cm hohe Bekrönungsfigur des hl. Markus sitzt auf einwm Löwen und schreibt in ein Buch. Auf der Schauseite des Sockels befindet sich eine Inschrifttafel im Zopfrahmen mit einer Hängegirlande oben in der Mitte (53 cm × 53 cm); eine Inschrift fehlt. Das Rückseitenrelief zeigt die Heilige Dreifaltigkeit.